# Laurent Pétin
Pour les articles homonymes, voir Pétin.
Laurent Pétin est un producteur de cinéma français né le 2 juin 1949. Il fut le dernier compagnon de l'actrice Romy Schneider. Il est l'époux de Michèle Halberstadt, journaliste de cinéma puis écrivaine et productrice de cinéma.

## Filmographie
- 1986 : Kamikaze de Didier Grousset
- 1988 : Corentin ou les Infortunes conjugales de Jean Marbœuf
- 1998 : Taxi de Gérard Pirès
- 1999 : Rosetta des Frères Dardenne
- 1999 : Une liaison pornographique de Frédéric Fonteyne
- 2000 : Taxi 2 de Gérard Krawczyk
- 2000 : En quête des sœurs Papin (documentaire) de Claude Ventura
- 2000 : Les Blessures assassines de Jean-Pierre Denis
- 2001 : La Chambre des officiers de François Dupeyron
- 2002 : Les Femmes... ou les enfants d'abord... de Manuel Poirier
- 2002 : La Repentie de Laetitia Masson
- 2002 : 17 fois Cécile Cassard de Christophe Honoré
- 2002 : Adolphe de Benoît Jacquot
- 2003 : Taxi 3 de Gérard Krawczyk
- 2003 : Bon voyage de Jean-Paul Rappeneau
- 2003 : Monsieur Ibrahim et les Fleurs du Coran de François Dupeyron
- 2003 : Les Sentiments de Noémie Lvovsky
- 2004 : Folle Embellie de Dominique Cabrera
- 2004 : Sale hasard (court-métrage) de Martin Bourboulon
- 2004 : Cause toujours ! de Jeanne Labrune
- 2005 : Les Mots bleus d'Alain Corneau
- 2005 : Les Parrains de Frédéric Forestier
- 2005 : Olé ! de Florence Quentin
- 2006 : Essaye-moi de Pierre-François Martin-Laval
- 2006 : Un crime (A Crime) de Manuel Pradal
- 2007 : Taxi 4 de Gérard Krawczyk
- 2007 : Cherche fiancé tous frais payés d'Aline Issermann
- 2007 : Le Deuxième souffle d'Alain Corneau
- 2008 : Adoration d'Atom Egoyan
- 2008 : Aide-toi, le ciel t'aidera de François Dupeyron
- 2011 : Mon père est femme de ménage de Saphia Azzeddine
- 2012 : Mauvaise Fille de Patrick Mille
- 2012 : Plan de table de Christelle Raynal
- 2018 : Taxi 5 de Franck Gastambide
- 2025 : Nouvelle Vague de Richard Linklater